# Казарини II (Мачерата)
Казарини II (итал. Casarini II) насеље је у Италији у округу Мачерата, региону Марке.
Према процени из 2011. у насељу је живело 24 становника. Насеље се налази на надморској висини од 399 м.